# لسكة درق
لسكة درق (بالفارسية: لسکه درق) هي قرية تقع في أردبيل في إيران. يقدر عدد سكانها بـ 31 نسمة بحسب إحصاء 2016.